# Оганезова-Григоренко Ольга Вадимівна
Оганезова-Григоренко Ольга Вадимівна (нар. 5 лютого 1970, м. Одеса) —  українська співачка, солістка-вокалістка Одеського академічного театру музичної комедії імені М.Водяного, професор кафедри сольного співу, доктор мистецтвознавства., Народна артистка України (2009), з 2019 року проректор Одеської національної музичної академії імені А. В. Нежданової.

## Біографія
Оганезова-Григоренко Ольга Вадимівна народилась 5 лютого 1970 року в Одесі.
У 1993 р. закінчила Одеську державну консерваторію імені А. В. Нежданової, вокально-хоровий факультет зі спеціальності «Спів».
У 2007 р. з відзнакою закінчила заочно Одеський регіональний інститут державного управління Національної академії державного управління при Президентові України зі спеціальності «Державне управління в галузі культури і мистецтв».

## Кар'єра
Свій трудовий шлях розпочала у 1991 р. солісткою-вокалісткою муніципального шоу-театру «Рішел'є», де працювала до 1995 р. З 1995 р. до теперішнього часу працює солісткою-вокалісткою в Одеському академічному театрі музичної комедії імені М. Г. Водяного.
У 1994-2009 рр. працювала в Одеській державній музичній академії імені А. В. Нежданової концертмейстером-ілюстратором на кафедрі «Концертмейстерської майстерності».
У 2002-2012 рр. працювала викладачем естрадного співу на кафедрі «теорії, історії музики та вокалу» інституту мистецтв Південноукраїнського національного педагогічного університету імені К. Д. Ушинського.
У 2006 р. і донині працює викладачем вокалу на кафедрі «сольного співу» в ОНМА імені А. В. Нежданової.
У 2009 р. захистила дисертацію зі спеціальності 13.00.04 — теорія і методика професійної освіти за темою: «Формування професійного менталітету майбутніх вокалістів у процесі фахової підготовки».
В 2011 р. отримала наукове звання доцента. Випустила монографію «Теорія і практика формування професійного менталітету вокалістів у процесі фахової підготовки».
2015 р. була обрана на посаду професора кафедри сольного співу ОНМА.
У жовтні 2018 р. захистила докторську дисертацію і стала доктором мистецтвознавства.
У лютому 2019 р. була призначена на посаду проректора з навчальної та навчально-педагогічної роботи Одеської національної музичної академії імені А. В. Нежданової.

## Нагороди та премії
- 1996 р. — Лауреат конкурсу артистів оперети[1]
- 1999 р. — Заслужена артистка України[1]
- 2003 р. — Почесна відзнака Голови Одеської обласної державної адміністрації[1]
- 2003 р. — лауреат конкурсу вокалістів «Мистецтво XXI сторіччя»[1]
- 2004 р. — Орден княгині Ольги ІІІ ступеня[1]
- 2009 р. — Народна артистка України[2]
- 2010 р. — Почесна відзнака Одеського міського Голови «Знак пошани»[1]
- 2020 р. — Почесна відзнака Одеського міського Голови імені Г. Г. Маразлі
- 2021 р. — Орден княгині Ольги ІІ ступеня[3]